# Amirul Mukminin
Amirul Mukminin (sinh ngày 6 tháng 8 năm 1984) là một cầu thủ bóng đá người Indonesia hiện tại thi đấu cho Martapura F.C. ở Liga 2.

## Sự nghiệp quốc tế

### Đội tuyển quốc gia
| Đội tuyển quốc gia Indonesia | Đội tuyển quốc gia Indonesia | Đội tuyển quốc gia Indonesia |
| Năm                          | Số trận                      | Bàn thắng                    |
| ---------------------------- | ---------------------------- | ---------------------------- |
| 2014                         | 1                            | 0                            |
| Tổng cộng                    | 1                            | 0                            |

## Danh hiệu

### Danh hiệu câu lạc bộ
Sriwijaya
- Liga Indonesia Premier Division (1): 2007-08
- Copa Indonesia (3): 2007, 2009, 2010

Barito Putera
- Liga Indonesia Premier Division (1): 2011-12